# Transfiguratiekathedraal (Torzjok)
De Kathedraal van de Transfiguratie van de Verlosser (Russisch: Спасо-Преображенский собор) is een voormalige Russisch-orthodoxe kathedraal in de Russische stad Torzjok. De kathedraal is een van de mooiste gebouwen van de stad en is gelegen op het grondgebied van het voormalige kremlin aan de oever van de Tvertsa.

## Geschiedenis
Een eerste kerk ter ere van de Verlosser op deze plek werd gebouwd in de 12e eeuw. Op weg naar Novgorod stak de horde van Batu Khan in 1238 de houten kerk in brand tijdens de inname van Torzjok. Een volgende kerk werd gebouwd in 1364 die bleef staan tot 1815. De vervallen kerk moest toen plaats maken voor het huidige gebouw. Er wordt gesuggereerd dat de architect van de in empirestijl gebouwde kerk de bekende Italiaans-Russische architect Carlo di Giovanni Rossi is. De kerk geldt als een van de mooiste gebouwen in Torzjok.

## Sovjet-peridoe
In 1930 werd de kathedraal gesloten voor de eredienst. Tot heden werd de kathedraal niet teruggegeven aan de Russisch-orthodoxe Kerk. De eigenaar is een vereniging die er regelmatig rockconcerten organiseert. Toch is het gebouw goed bewaard gebleven.